# Rize
Rize è una città della Provincia di Rize, in Turchia.

## Toponimo
Il nome deriva dal greco da ρίζα (riza) o Ριζαίον (Rizaion), che significa "pendii della montagna"; ρίζα in greco significa radice. Nei tempi moderni, il suo nome in greco era solitamente Ριζούντα (Rizunda). I suoi toponimi latini sono Rhizus e Rhizaeum, l'ultimo delle quali è usato nell'elenco delle sedi titolari della Chiesa cattolica come nome del vescovato della città, che un tempo faceva parte della provincia tardo romana di Pontus Polemoniacus). Il nome Rize si scrive ريزه in turco ottomano e რიზე in georgiano. Il nome in laz è Rizini (რიზინი).

## Storia
La prima menzione scritta di Rize fu fatta da Arriano in un'opera chiamata Periplus Maris Erythraei, come città fondata alla foce dell'omonimo fiume (l'antico e bizantino ῾Ρίζιος ποταμός). L'opera, datata al 130-131 d.C. e scritta come una lettera all'imperatore romano Adriano, registra come il suo autore, il governatore della Cappadocia, fece un giro di ispezione dei territori del Mar Nero orientale che facevano parte della sua giurisdizione, visitando per la prima volta le guarnigioni di frontiera dell'Anatolia Orientale prima di spingersi verso la costa del Mar Nero nella regione di Trebisonda.
La città di Rize faceva parte della storica provincia georgiana di Chaneti (in georgiano ჭანეთი?). Dal 1547 la provincia di Chaneti fu incorporata dall'Impero ottomano e divenne parte del sancak del Lazistan. La città fu rivendicata dalla breve Repubblica Democratica di Georgia tra il 1918 e il 1920. Sulla base del Trattato di Kars del 1921, la Russia sovietica concesse Rize alla Turchia proprio come gli altri territori di Artvin, Ardahan e Hopa (georgiano: ხუფათი).

## Geografia
La città è costruita intorno a una piccola baia sulla costa del Mar Nero, su una stretta striscia di terra pianeggiante tra il mare e le montagne alle spalle. La fascia costiera si sta espandendo e la città sta crescendo sulle ripide colline lontane dalla costa. Rize gode di un clima mite ed estremamente umido, vulnerabile alle tempeste provenienti dal Mar Nero; la campagna circostante è ricca di vegetazione e attira sempre più visitatori ogni anno.

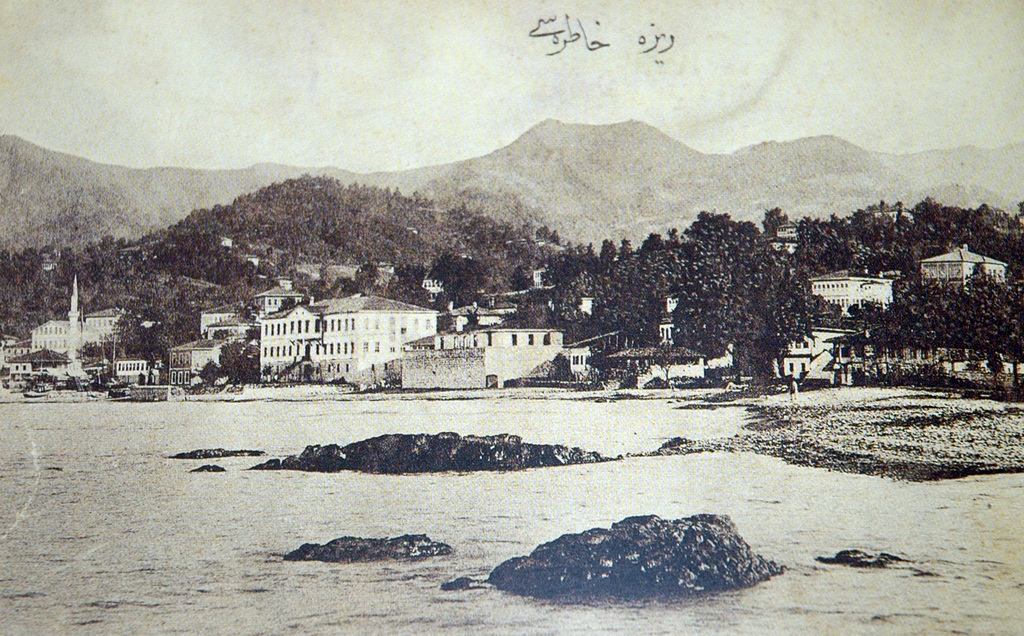
Una cartolina postale ottomana di Rize, anni 1890.

Rize è un centro per la lavorazione e la spedizione del Tè di Rize, coltivato nella zona circostante. Il tè è stato introdotto nella regione negli anni '40 e '50, cambiando il destino della regione, che fino ad allora era estremamente povera. La città ha un istituto di ricerca sul tè fondato nel 1958 e le piantagioni di tè sono la vista principale nel panorama della città. Piante di tè e kiwi vengono persino piantate nei giardini della città. L'attività secondaria è la pesca. Rize è collegata su strada con Trebisonda (66 km a ovest), Hopa (88 km a est sul confine georgiano ed Erzurum (a nord). L'aeroporto più vicino è a Trebisonda.
Rize è una città tranquilla, un tipico capoluogo di provincia turco con poco in termini di vita notturna o intrattenimento. Tuttavia, il confine con la Georgia è stato aperto dall'inizio degli anni '90, la strada costiera del Mar Nero è stata ampliata.

## Società

### Evoluzione demografica
| Anno | Abitanti |
| ---- | -------- |
| 1975 | 36.044   |
| 1980 | 43.407   |
| 1985 | 50.221   |
| 1990 | 52.031   |
| 1997 | 73.420   |
| 2000 | 78.144   |
| 2009 | 96.503   |

## Economia
La città è il principale centro di produzione di tè in Turchia. Storicamente, a Rize si coltivavano arance. L'area produceva anche piccole quantità di manganese.
La struttura economica di Rize si basa principalmente sulla sua posizione geografica. Rize è una città molto montuosa, il che rende lo sviluppo industriale difficile e poco pratico. Data la mancanza di transito aereo e ferroviario, la maggior parte delle merci viaggia su camion o nave, il che rende difficile le esportazione e le importazioni. Il principale partner commerciale di Rize è Trebisonda, la città più sviluppata della regione nord-orientale del Mar Nero. Le principali esportazioni di Rize sono basate sull'agricoltura; tè e kiwi sono tra i prodotti più apprezzati.

## Educazione
L'università di Rize è stata fondata nel 2006 e il suo nome è stato cambiato in Università di Recep Tayyip Erdoğan con l'approvazione del senato universitario.

## Cultura
Il castello di Rize, un castello medievale in parte in rovina, si trova a sud-ovest del centro città.

## Sport
Gli impianti sportivi di Rize sono lo stadio Rize Atatürk, lo stadio Yeni Rize Şehir e il complesso sportivo Rize composto dal palazzetto dello sport e dalla piscina coperta Rize. Il principale club calcistico della città è il Caykur Rizespor che milita nella Süper Lig.